# 平均ピストンスピード
平均ピストンスピード（へいきんピストンスピード、英語: mean piston speed）とは、レシプロエンジンにおいて1秒間にピストンが移動する距離を表す。単位はm/sが使われる。

## 概要
計算式は以下のようになる。
```
rpm
（毎分回転数） ÷ 60（1分間の秒数） × 
ストローク
（行程） × 2（クランク1回転で1サイクル） = 平均ピストンスピード
```

平均ピストンスピードは、あくまでピストンの平均移動速度であって、上死点と下死点ではピストンが停止し、ストロークの中間やや下付近が最高速になる、これはピストンの往復運動をクランクで回転運動に変える事で起こってくる。
ピストンは、加速、減速を繰り返すので、平均ピストンスピードが高くなれば、ピストン、コンロッド、クランクシャフトなどに過大な負担が掛かってくる。
同じ回転数では、ストロークが長いエンジンほど平均ピストンスピードは高くなる。エンジンの種類により最高出力発生回転数での平均ピストンスピードは異なり、大型ディーゼルエンジンでは低く、小型ディーゼルエンジン、ガソリンエンジンの順に高く、競技用エンジンなどはさらに高い傾向にある。
レシプロエンジンでは、上死点付近でピストン速度が低くなって点火もしくは着火させやすいが、逆にロータリーエンジンは構造上ローターの回転速度は一定なので、高回転時はローターの燃焼室が高速で点火プラグの位置を移動していくので着火させにくく、安定して着火させるため、ローター回転方向に2本のプラグが付いており、競技用エンジンでは3本のものも存在する。燃焼室の移動は直噴化を困難にし、ロータリーの直噴エンジンは今までに市販されていない。

## 市販車の例
1993年に発表されたホンダ・インテグラでは、ストローク87.2mmのB18Cエンジンが、180馬力の最高出力を7,600rpmにおいて発生し、その時の平均ピストンスピードは22m/sを超えた。これは当時のF1用エンジンよりも高い値とされた。1996年型のタイプR用のB18C 96 spec.Rでは、200馬力の最高出力を8,000rpmにおいて発生したため（ボア、ストロークは同一）、その時の平均ピストンスピードは23.3m/sとさらに高かった。